# أوقست ديفوراك
أوقست ديفوراك (بالإنجليزية: August Dvorak)‏ هو عالم نفس ومخترِع وبروفيسور وعالم حاسوب أمريكي، ولد في 5 مايو 1894 في إيفرت في الولايات المتحدة، وتوفي في 10 أكتوبر 1975.

## وصلات خارجية
- أوقست ديفوراك على موقع إن إن دي بي (الإنجليزية)